# Dicranomyia troglophila
Dicranomyia troglophila är en tvåvingeart som först beskrevs av Alexander 1929.  Dicranomyia troglophila ingår i släktet Dicranomyia och familjen småharkrankar. Inga underarter finns listade i Catalogue of Life.